# دزدی بانک (فیلم)
دزدی بانک (به انگلیسی: The Bank Job) فیلمی به سبک جنایی و هیجانی به کارگردانی راجر دونالدسون محصول ۲۰۰۸ بریتانیا است. از بازیگران معروف این فیلم می‌توان به جیسون استاتهام و دیوید سوشه اشاره کرد. این فیلم بر اساس داستانی واقعی ساخته شده و روایت‌گر سرقت از یکی از شعبه‌های بانک لویدز در سال ۱۹۷۱ است. تاکنون هیچ‌یک از سارقان بانک دستگیر نشده‌اند.

## خلاصه داستان
تری (جیسون استاتهام) یک دلال اتومبیل است که زندگی آرامی دارد. او همیشه از گذشته اش در حال فرار بوده و از کلاهبرداری‌های عمده دوری می‌جوید. اما در ادامه یک مدل زیبا به اسم مارتین (سافرون باروز) که در گذشته همسایه آن ها بوده به سراغش می‌آید و به او پیشنهاد می‌دهد که رهبری عملیات سرقت از یک بانک در شهر لندن را به عهده بگیرد که در صورت موفق بودن، میلیون‌ها پوند پول نقد و جواهرات عاید آن ها می‌شود.